# Manyvids
Manyvids (marknadsförd som ManyVids) är en kanadensisk videoplattform och e-handelsplats för pornografisk film. Den grundades 2014 och fungerar som ett e-handelsföretag med säte i Montréal.

## Historik
Manyvids startades bland annat av den nuvarande VD:n för företaget, tidigare webbkameramodellen, Internetpornografen och kläddesignern Bella French. Fram till 2017 fungerade hon också som företagets ekonomichef.
Bolaget har säte i Montréal, en stad där även Gamma Entertainment och Mindgeek – de två största Kanadabaserade företagen i porrbranschen – har sina huvudkontor. Ingen pornografisk produktion sker i lokalerna hos Manyvids, som i likhet med många distribution bolag inom porrbranschen fungerar mer som ett IT-bolag.
Manyvids publicerar MV Mag, en tidning som presenterar professionellt gjorda erotiska bildsviter, intervjuer med kändisar, porrskådespelare och fristående entreprenörer i branschen, och fantasibaserade texter. Tidningen är gratis för Manyvids-prenumeranter och Manyvids entreprenörer. Företaget publicerar även material via sin kanal på Youtube, där innehållet är humorpräglat och mer anpassat till Youtubes innehållsregler.
2018 noterades företaget för knappt 2 miljoner aktiva medlemmar (prenumeranter) och 85 anställda. Då nämndes antalet anslutna innehållsskapare som 16 000. Tre år senare nämndes antalet 3 miljoner användare och över 70 000 medlemmar.

## Verksamhet
Manyvids låter fristående innehållsskapare inom porrbranschen producera, marknadsföra och sälja sitt eget material, samtidigt som de har kvar den fulla upphovsrätten till sina verk. De kan ladda upp videor och bilder som sajtens medlemmar/prenumeranter kan köpa och ladda ner.
Enligt VD:n French, som själv har två examina från handelshögskolan vid Université de Montréal, har ekonomin inom porrbranschen förändrats rejält på senare år. De tidigare stora produktionsbolagen och produktionerna är i Internetåldern mycket mindre vanligare, och allt mer av de kommersiella transaktionerna sker direkt mellan innehållsskapare och konsument. Två av de större konkurrenterna inom Manyvids marknadsnisch som betalvideodistributör är Clips4sale och APClips.com.
På Manyvids kan innehållsskaparna även bygga upp sin egen nätbutik, erbjuda betalda medlemskap (jämför Onlyfans), sälja text- och telefonsamtalsbaserade tjänster och bygga kampanjer för gräsrotsfinansiering eller crowdsourcing. Sajtens medlemmar har möjligheten att lämna dricks och låsa upp åtkomsten till material, under tiden som de interagerar med innehållsskaparna i realtid.
I november 2017 lanserade Manyvids kampanjen We Are Many, för att väcka intresse för problemen med övergrepp mot sexarbetare av olika slag. Kampanjen kulminerade med en donation på 11 800 US-dollar till stödorganisationen Sex Workers Outreach Project USA (SWOP-USA), i deras arbete för att bekämpa problemet med våld mot sexarbetare.

## Erkännande
Manyvids har fått flera erkännanden rörande betydelsen av sin verksamhet. 2018 nominerades företaget till tre stycken XBiz Awards – för Årets utvecklingsorienterade webbföretag, Årets mest expansiva nätvarumärke och Årets videoklippssajt. De vann då priset i den sistnämnda kategorin.
2022 vann Manyvids XBiz-priset för Årets kreativa plattform.